# 渡辺正樹
渡辺 正樹（わたなべ まさき）は、日本のアニメ監督、演出家。

## 参加作品

### テレビアニメ
- ツバサ・クロニクル（2005年、演出）
- スパイダーライダーズ 〜オラクルの勇者たち〜（2006年、絵コンテ）
- .hack//Roots（2006年、絵コンテ・演出）
- バーテンダー（2006年、監督・絵コンテ・演出）
- 地獄少女 二籠（2006年 - 2007年、絵コンテ）
- 蒼天の拳（2006年 - 2007年、絵コンテ・演出）
- 鋼鉄三国志（2007年、絵コンテ）
- シャイニング・ティアーズ・クロス・ウィンド（2007年、絵コンテ・演出）
- 地球へ…（2007年、演出）
- 素敵探偵ラビリンス（2007年 - 2008年、絵コンテ・演出）
- 古代王者 恐竜キング Dキッズ・アドベンチャー（2007年 - 2008年、絵コンテ・演出）
- 古代王者 恐竜キング Dキッズ・アドベンチャー 翼竜伝説（2008年、絵コンテ・演出）
- 純情ロマンチカ（2008年、絵コンテ・演出）
- 純情ロマンチカ2（2008年、絵コンテ・演出）
- 地獄少女 三鼎（2008年 - 2009年、絵コンテ・演出）
- バトルスピリッツシリーズ
  - バトルスピリッツ 少年突破バシン（2008年 - 2009年、絵コンテ・演出）
  - バトルスピリッツ 少年激覇ダン（2009年 - 2010年、絵コンテ・演出 ED絵コンテ・演出）
  - バトルスピリッツ ブレイヴ（2010年 - 2011年、絵コンテ・演出）
  - バトルスピリッツ 覇王（2011年 - 2012年、絵コンテ・演出・監督（第16話以降） OP2 絵コンテ・演出）
  - バトルスピリッツ ソードアイズ（2012年 - 2013年、監督 絵コンテ・演出 OP1・2絵コンテ・演出 ED1絵コンテ ED2絵コンテ・演出）
  - 最強銀河 究極ゼロ 〜バトルスピリッツ〜（2013年 - 2014年、監督 絵コンテ・演出OP1・2絵コンテ・演出 ED3絵コンテ・演出）
  - バトルスピリッツ 烈火魂 （2015年 - 2016年、絵コンテ）
- 狼と香辛料II（2009年、絵コンテ）
- 獣旋バトル モンスーノ（2012年 - 2013年、絵コンテ）
- 正解するカド（2017年、シリーズディレクター・絵コンテ・演出）[1]
- 覇穹 封神演義（2018年、絵コンテ）
- BAKUMATSU 〜恋愛幕末カレシ 外伝〜（2018年、監督）
- フルーツバスケット（2020年、絵コンテ）
- もっと!まじめにふまじめ かいけつゾロリ（2020年、絵コンテ）
- ドラゴンクエスト ダイの大冒険（2020年、演出）
- クレヨンしんちゃん（2022年、演出）
- SAKAMOTO DAYS（2025年、監督・絵コンテ・演出）[2]

### Webアニメ
- バトルスピリッツ サーガブレイヴ（2019年 - 2020年、監督 絵コンテ・演出）
- バトルスピリッツ 赫盟のガレット（2020年 - 2021年、監督 絵コンテ・演出）
- バトルスピリッツ ミラージュ（2021年 - 2022年、監督 絵コンテ・演出）

### 劇場アニメ
- 劇場版ヤッターマン 新ヤッターメカ大集合! オモチャの国で大決戦だコロン!（2009年、絵コンテ・演出）
- クレヨンしんちゃん オラたちの恐竜日記（2024年、絵コンテ・演出）
- クレヨンしんちゃん 超華麗!灼熱のカスカベダンサーズ（2025年、絵コンテ・演出）

### OVA
- コードギアス 亡国のアキト　第3章 輝くもの天より堕つ （2015年 演出）
- コードギアス 亡国のアキト 第4章 憎しみの記憶から （2015年 絵コンテ・演出）
- コードギアス 亡国のアキト 最終章 愛シキモノタチヘ （2016年 絵コンテ・演出）